# Бухгалтерський облік
Бухгалтерський о́блік — процес виявлення, вимірювання, реєстрації, накопичення, узагальнення, зберігання та передавання інформації про діяльність підприємства зовнішнім та внутрішнім користувачам для прийняття рішень.
Бухгалтерський облік — це система спостереження, контролю та керівництва за процесами формування фінансових показників підприємства, їх відображення та несення за них відповідальності. (БО-18-1,БО-19-1 рік)
Об'єктами бухгалтерського обліку є майно організацій, їх зобов'язання і господарські операції, здійснювані організаціями в процесі їх діяльності.

## Загальний опис
Основним завданням бухгалтерського обліку є формування повної і достовірної інформації про діяльність організації і її майнове становище, необхідною внутрішнім користувачам бухгалтерської звітності — керівникам, засновникам, учасникам і власникам майна організації, а також зовнішнім — інвесторам, кредиторам і іншим користувачам бухгалтерської звітності.
Ту частину системи бухгалтерського обліку, що забезпечує потребу керівництва в інформації, називають управлінським обліком. Управлінський облік — це процес виявлення, вимірювання, накопичення, аналізу, підготовки, інтерпретації та передавання інформації, яка використовується управлінською ланкою для планування, оцінки і контролю всередині організації та для забезпечення відповідного підзвітного використання ресурсів.
Стандартизація бухгалтерського обліку — процес розробки та поступового застосування єдиних вимог, правил та принципів для визначення оцінки і відображення у фінансових звітах окремих суб'єктів бухобліку.

## Історія
Інкське кіпу уперше в історії людства використовувалося для застосування такого способу ведення бухгалтерського обліку як подвійний запис.
У період раннього Середньовіччя великий вплив на державний уклад мала релігія. Церква нагромадила величезні земельні угіддя та започаткувала складне господарство, тому облік розвивався насамперед завдяки їй. При папському дворі була встановлена та затверджена посада обліковця-рахівника, до обов'язків якого входили спостереження за обліком папських багатств і перевірка здібності, яка надходила з провінцій. Пізніше наказом було встановлено особливу «Апостольську камеру» з 12 членів. До її обов'язків належали управління всім майном і фінансами папського двору і ведення обліку та звітності.
Кінцевому формуванню бухгалтерського обліку сприяв широкий розвиток торгівлі в таких великих італійських містах, як Флоренція, Мілан, Венеція та ін. Із відкриттям Америки, шляхів в Індію торгівля значно розширилась. Це остаточно сформувало бухгалтерський облік як облік банківський і торговельний.
Появу терміна «бухгалтер», а звідси «бухгалтерія», історики датують середніми віками.
Як організована система обліку бухгалтерський облік у XV ст. одержав і літературне підтвердження. Першою літературною працею була написана в Дубровнику і Наполеоні в 1458 р. купцем Бенедиктом під назвою «Про торгівлю і досконалого купця». Виклад порядку обліку вже тоді повністю зорієнтований на подвійний запис. Дата подвійного запису не встановлена. Професор Раймонд де Рувер у роботі «Як виникла подвійна бухгалтерія» стверджує, що подвійна бухгалтерія зародилася в Італії між 1250—1350 рр.
Значний вплив у Середньовіччі мала книга Лука Пачолі «Трактат про рахунки і записи» видана у 1494 р. у Венеції. Л. Пачолі, власне і називають батьком подвійної бухгалтерії. Подвійна — це підсумок довгого пошуку наукової бухгалтерської думки.

## Принципи
Принципи бухгалтерського обліку — правила, яким слід керуватися при вимірюванні, оцінці та реєстрації господарських операцій і при відображенні їх результатів у фінансовій звітності.
Бухгалтерський облік та фінансова звітність ґрунтуються на таких основних принципах:
- повне висвітлення — фінансова звітність повинна містити всю інформацію про фактичні та потенційні наслідки господарських операцій та подій, здатних вплинути на рішення, що приймаються на її основі;
- автономність — кожне підприємство розглядається як юридична особа, відокремлена від її власників, через що особисте майно та зобов'язання власників не повинні відбиватися у фінансовій звітності підприємства;
- послідовність —постійне  (з  року в  рік)  застосування підприємством обраної облікової політики. Зміна облікової політики можлива лише  у  випадках, передбачених національними положеннями (стандартами)  бухгалтерського  обліку, міжнародними стандартами  фінансової звітності  та національними положеннями (стандартами)  бухгалтерського  обліку у  державному  секторі, і  повинна  бути обґрунтована та розкрита у фінансовій звітності
- безперервність — оцінка активів та зобов'язань підприємства здійснюється виходячи з припущення, що його діяльність буде тривати далі;
- нарахування  — доходи   і   витрати  відображаються   в бухгалтерському   обліку  та фінансовій  звітності  в момент  їх виникнення, незалежно  від дати  надходження або сплати грошових коштів;
- превалювання сутності над формою — операції обліковуються відповідно до їх сутності, а не лише виходячи з юридичної форми;
- єдиний грошовий вимірник — вимірювання та узагальнення всіх господарських операцій підприємства у його фінансовій звітності здійснюються в єдиній грошовій одиниці;

## Метод бухгалтерського обліку
Метод бухгалтерського обліку — це сукупність конкретно-емпіричних методичних способів відображення обігу капіталу в ході нагромадження, збереження та використання для подальшого його зростання.
Метод бухгалтерського обліку охоплює наступні елементи:
- документація
- інвентаризація
- оцінювання
- калькуляція
- система бухгалтерських рахунків
- подвійний запис
- баланс
- звітність

## Види бухгалтерського обліку
Залежно від об'єктів обліку виділяють:
- облік касових операцій
- облік операцій на рахунках у банку
- облік запасів
- облік основних засобів
- облік власного капіталу
- облік доходів
- тощо

Залежно від ступеню деталізації інформації виділяють:
- аналітичний облік
- синтетичний облік

Залежно від суб'єктів обліку виділяють:
- фінансовий облік
- управлінський облік
- податковий облік
- статистичний облік

## Метатеорія бухгалтерського обліку
Метатеорія бухгалтерського обліку — множина висловлювань (метатеоретичні концепції і моделі) щодо теорій бухгалтерського обліку, яка забезпечує реконструкцію теоретичних облікових цінностей (принципів, методів обліку) та реорганізацію наукових знань у сфері бухгалтерського обліку.